# Bassa d'Oles
La Bassa d'Oles és una bassa d'origen natural de Vielha e Mijaran. Situada dins d'una cubeta d'origen natural però que posteriorment es va represar per tal d'augmentar el nivell de les seves aigües i la seva superfície; tot i així el seu règim hidrològic és natural. De dimensions de poc més d'una ha i escassa profunditat, està situada a una altitud de 1.597 m dins d'un bosc de pi roig. L'interès principal de la bassa ve donat per l'important entapissat que forma la vegetació subaquàtica present i els claps de vegetació helofítica de càrex inflat, encara que no hi ha vegetació de ribera de cap tipus. La fauna és menys destacable, i tan sols caldria fer esment de la presència del tritó palmat (Lissotriton helveticus). Referent als hàbitats d'interès comunitari, la zona humida de la Bassa d'Oles es considera dins de l'hàbitat d'estanys naturals eutròfics amb vegetació natant (Hydrocharition) o poblaments submersos d'espigues d'aigua (Potamion).
L'espai és accessible amb vehicle fins al peu de la presa i destaca la presència d'un refugi de muntanya al seu costat, la qual cosa suposa un potencial impacte per hiperfreqüentació de l'espai, més destacable a l'estiu. De fet, el risc més important de l'espai prové de la pèrdua de qualitat de les aigües per l'abocament incontrolat de deixalles procedents dels visitants ocasionals i usuaris del refugi. D'altra banda, la presència del refugi i la seva bona accessibilitat dins d'un entorn forestal de gran interès paisatgístic i proper a Vielha faciliten l'aprofitament de l'espai per tasques d'educació ambiental.
El seu estat de conservació és correcte, sense factors de risc que actualment facin perillar la seva integritat, malgrat la manca de protecció especial. En tot cas, el risc principal deriva del possible augment de la freqüentació humana actual, encara que amb un bon control de les activitats i la gestió de les deixalles generades per aquestes activitats, el principal potencial de la bassa és pel desenvolupament d'activitats d'educació ambiental.